# Google Libros
Google Libros (antes conocido como Google Book Search y Google Print) es un servicio de Google que busca el texto completo de los libros que Google digitaliza, convierte el texto por medio de reconocimiento óptico de caracteres y los almacena en su base de datos en línea. El servicio era conocido como Google Print cuando fue introducido en la Feria del Libro de Fráncfort en octubre de 2004.
Cuando es relevante para la búsqueda de palabras clave de un usuario, se muestran hasta tres resultados del índice de Google Libros en el servicio de búsqueda web de Google (google.com). Un usuario también puede buscar solo libros en la página dedicada a Google Libros. Al realizar una búsqueda allí, se abre una interfaz en la cual el usuario puede visualizar páginas del libro, así como anuncios publicitarios relacionados con el contenido y enlaces a la página web de la editorial y librerías que lo venden. A través de una serie de limitaciones de acceso y medidas de seguridad, algunas basadas en seguimiento de usuarios, Google limita el número de páginas visibles y se intenta impedir la impresión de páginas y la copia de material con derechos de autor.
La base de datos de Google continúa creciendo. Google Libros permite que los trabajos en dominio público y otros materiales sin derechos de autor puedan ser descargados en formato PDF. Aunque para usuarios fuera de Estados Unidos Google debe asegurar de que el trabajo en cuestión se encuentra sin derechos de autor bajo las leyes locales. Según un miembro del equipo de asistencia de Google Libros, «Dado que la pertenencia de un libro al dominio público a menudo puede ser una cuestión jurídica complicada, erramos por el lado de la precaución y la exhibición de la mayoría de algunos fragmentos hasta que hayamos determinado que el libro ha entrado en el dominio público». No obstante, los usuarios fuera de Estados Unidos pueden acceder a una amplia cantidad de libros en dominio públicos digitalizados por Google mediante copias guardadas en Internet Archive.
La iniciativa ha sido elogiada por su potencial para ofrecer acceso sin precedentes a lo que se podría convertir en el corpus más grande de conocimiento humano en línea, así como para promover la democratización del conocimiento; sin embargo, también ha sido criticada por el potencial de infracciones de derechos de autor.

## Avance en la digitalización
Muchos de los libros son digitalizados con la cámara Elphel 323 a una velocidad de 1000 páginas por hora. En marzo de 2007, Google había digitalizado un millón de libros, según The New York Times a un costo estimado de 5 millones de dólares. El 28 de octubre de 2008, Google declaró que tenía a disposición 7 millones de libros para ser buscados a través de Google Libros, incluyendo aquellos digitalizados por sus 20.000 editores asociados. De estos 7 millones de libros, 1 millón estaban disponibles en contenido completo sobre la base de acuerdos con sus editores y un millón estaban en dominio público. La mayoría de las obras digitalizadas no se encuentran ya disponibles impresas o comercialmente. El 9 de octubre de 2009, Google anunció que el número de libros digitalizados se encontraba por encima de los 10 millones.

## Competidores
- Microsoft inició un proyecto similar denominado Live Search Books a fines de 2006. Funcionó hasta mayo de 2008, cuando el proyecto fue abandonado.[16] Todos los libros de Live Search Books se encuentran actualmente disponibles en Internet Archive, una empresa sin ánimo de lucro y el segundo proyecto más grande de digitalización de libros después de Google Libros. En noviembre de 2008, albergaba en línea más de 1 millón de libros digitalizados a texto completo, pertenecientes al dominio público.
- Europeana es una biblioteca digital que alberga aproximadamente 3 millones de objetos digitales (en noviembre de 2008), incluidos vídeos, fotos, pinturas, archivos de audio, mapas, manuscritos, libros impresos y periódicos de los últimos 2000 años de historia europea, procedentes de más de 1000 archivos en la Unión Europea.[17]
- Gallica de la Biblioteca Nacional de Francia enlaza a unos 800 000 libros, periódicos, manuscritos, mapas y dibujos digitalizados. Creado en 1997, la biblioteca digital continúa expandiéndose a una tasa de unos 5000 nuevos documentos al mes. Desde fines de 2008, la mayoría de los nuevos documentos digitalizados están disponibles en formatos de imagen y texto. La mayor parte de estos documentos están escritos en francés, pero algunos están en otros idiomas.

## Diferencias con Google Académico
Si bien Google Libros ha digitalizado grandes cantidades de números pasados de revistas, sus digitalizaciones no incluyen los metadatos requeridos para identificar determinados artículos en ejemplares específicos. Esto ha llevado a los desarrolladores de Google Académico a empezar su propio programa para digitalizar y albergar artículos antiguos de revistas (en acuerdo con sus editores).

## Participantes del Proyecto Google Libros
El número de instituciones participantes ha crecido desde el inicio del proyecto.

### Miembros fundadores
- Universidad de Harvard,
- Universidad de Míchigan,
- Biblioteca Pública de Nueva York,
- Biblioteca Bodleiana de la Universidad de Oxford,
- Bibliotecas de la Universidad Stanford.

### Miembros adicionales
Otros miembros institucionales que se han unido al proyecto posteriormente.
- Bavarian State Library
- Columbia University, Columbia University Library System
- Committee on Institutional Cooperation
- Universidad Complutense de Madrid
- Cornell University, Cornell University Library
- Keio University, Keio Media Centers (Libraries)
- Bibliothèque Municipale de Lyon
- Biblioteca de Catalunya
- Princeton University, Princeton University Library
- University of California, California Digital Library
- University of Lausanne, Cantonal and University Library of Lausanne
- University of Mysore, Mysore University Library
- University of Texas at Austin, University of Texas Libraries
- University of Wisconsin–Madison, University of Wisconsin Libraries
- Universidad Nacional Abierta y a Distancia